# Гей, Руди
Руди Гей (англ. Rudy Gay; род. 17 августа 1986, Балтимор, штат Мэриленд) — американский профессиональный баскетболист. Играл на позиции лёгкого форварда. Был выбран на драфте НБА 2006 года в первом раунде под общим восьмым номером клубом «Хьюстон Рокетс» и сразу обменян в «Мемфис Гриззлис».

## Студенческая карьера
Руди Гей учился в Восточной технической высшей школе Эссекса штат Мэриленд и по окончании обучения выступал за команду Коннектикут.
В сезоне 2004/2005 или сезоне новичков он сыграл 31 матч. В них Руди проводил в среднем на площадке 28,8 минуты, набирал в среднем 11,8 очков, делал в среднем 5,4 подборов, а также в среднем 0,8 перехватов и 1,9 блок-шота, допускал 2,0 потери, отдавал в среднем 1,5 передачи, получал в среднем 2,3 персональных замечания.
В сезоне 2005/2006 или сезоне второкурсников он сыграл 33 матча. В них Руди проводил в среднем на площадке 30,8 минуты, набирал в среднем 15,2 очков, делал в среднем 6,4 подборов, а также в среднем 1,8 перехватов и 1,6 блок-шота, допускал в среднем 2,5 потери, отдавал в среднем 2,1 передачи, получал в среднем 2,3 персональных замечания.

## Карьера в НБА
«Мемфис Гриззлис» обменяли Шейна Батье на Стормайла Свифта и права на Руди Гея. В дебютном сезоне он набирал 10,8 очков и помог «Мемфису» выиграть 22 игры в регулярном чемпионате 2007 года. В сезоне 2007/2008 Руди набирал 20,1 очко и делал 6,2 подбора за игру. После того как Пау Газоль был обменян в «Лос-Анджелес Лейкерс», Гей стал лучшим бомбардиром команды. Участник конкурса по броскам сверху 2008. В матче против «Майами Хит» 13 декабря 2009 года набрал 41 очко, что стало его личным рекордом результативности. Гей подписал новый контракт с Мемфис Гриззлис на 5 лет суммой 82 миллиона долларов 1 июля 2010 года. В матче против «Филадельфии 76» 16 февраля 2011 года получил травму. После этого, 22 марта 2011 года, стало известно, что Руди необходима операция и он не будет играть до конца сезона.

### Торонто Рэпторс (2013)
30 января 2013 года «Гриззлис» обменяли Гея в «Торонто Рэпторс» в рамках сделки с тремя командами, в которую также вошел «Детройт Пистонс». Гей установил рекорд франшизы, набрав 74 очка в первых трех матчах в составе «Рэпторс». По окончании сезона Гей стал первым игроком, возглавившим две команды по среднему количеству набранных очков за матч в одном сезоне со времен Стефона Марбери в сезоне 2003-04. В среднем он набирал 19,5 очка, 6,4 подбора, 1,73 перехвата за 34,7 минуты в 33 матчах (32 из них - в стартовом составе) за «Торонто».

### Сакраменто Кингз (2013—2017)
Руди Гей, Квинси Эйси и Аарон Грэм были обменяны 9 декабря 2013 года из «Торонто Рэпторс» на группу игроков «Сакраменто Кингз», состоящих из Патрика Паттерсона, Грейвиса Васкеса и Чака Хейза.
22 января 2014 года он набрал 41 очко в победе над «Нью-Орлеан Пеликанс».
22 июня 2014 года Гей активировал опцию в контракте с «Кингз» на сезон 2014-15 гг. на сумму 19,3 млн. долларов.
19 ноября 2014 года он продлил с «Кингз» контракт на три года и 40 миллионов долларов. Гей принял участие только в одной из последних девяти игр «Кингз» в сезоне 2014-15 после того, как у него начались головные боли из-за сотрясения мозга, полученного им 30 марта в столкновении со своим бывшим партнером по команде Марком Газолем из «Мемфис Гриззлис». Гей провел один из своих лучших сезонов в НБА, набирая в среднем 21,1 очка, 5,9 подбора и 3,7 передачи в 68 играх.
18 января 2017 года Гей заработал разрыв левого ахиллова сухожилия во время матче против «Индиана Пэйсерс» и пропустил остаток сезона.

### Сан-Антонио Спёрс (2017—2021)
6 июля 2017 года Гей подписал контракт с «Сан-Антонио Спёрс».
11 июля 2018 года Гей продлил контракт со «Спёрс».

### Юта Джаз (2021—2023)
6 августа 2021 года Гей подписал контракт с клубом «Юта Джаз».
7 июля 2023 года Гей и выбор второго раунда драфта 2026 года были обменяны в «Атланта Хокс» на Джона Коллинза.
8 июля 2023 года Гей, Тайтай Вашингтон, Усман Гарубу и драфт-пик второго раунда драфта были обменяны в «Оклахома-Сити Тандер» на Патти Миллса. Через восемь дней Гей был отчислен «Тандер».
28 сентября 2023 года Гей подписал однолетний контракт с командой «Голден Стэйт Уорриорз». Гей был отчислен «Уорриорз» 21 октября во время одной из последних предсезонных перестановок в составе команды.
29 октября 2024 года Гей объявил о своем уходе из баскетбола на сайте The Players' Tribune.

## Сборная США
В составе национальной сборной США стал чемпионом мира 2010 года и чемпионом мира 2014 года.

## Статистика

### Статистика в НБА
| Сезон                                                                                    | Команда     | Регулярный сезон | Регулярный сезон | Регулярный сезон | Регулярный сезон | Регулярный сезон | Регулярный сезон | Регулярный сезон | Регулярный сезон | Регулярный сезон | Регулярный сезон | Регулярный сезон | Серия плей-офф | Серия плей-офф | Серия плей-офф | Серия плей-офф | Серия плей-офф | Серия плей-офф | Серия плей-офф | Серия плей-офф | Серия плей-офф | Серия плей-офф | Серия плей-офф |
| Сезон                                                                                    | Команда     | GP               | GS               | MPG              | FG%              | 3P%              | FT%              | RPG              | APG              | SPG              | BPG              | PPG              | GP             | GS             | MPG            | FG%            | 3P%            | FT%            | RPG            | APG            | SPG            | BPG            | PPG            |
| ---------------------------------------------------------------------------------------- | ----------- | ---------------- | ---------------- | ---------------- | ---------------- | ---------------- | ---------------- | ---------------- | ---------------- | ---------------- | ---------------- | ---------------- | -------------- | -------------- | -------------- | -------------- | -------------- | -------------- | -------------- | -------------- | -------------- | -------------- | -------------- |
| 2006/07                                                                                  | Мемфис      | 78               | 43               | 27,0             | 42,2             | 36,4             | 72,7             | 4,5              | 1,3              | 0,9              | 0,9              | 10,8             | Не участвовал  | Не участвовал  | Не участвовал  | Не участвовал  | Не участвовал  | Не участвовал  | Не участвовал  | Не участвовал  | Не участвовал  | Не участвовал  | Не участвовал  |
| 2007/08                                                                                  | Мемфис      | 81               | 81               | 37,0             | 46,1             | 34,6             | 78,5             | 6,2              | 2,0              | 1,4              | 1,0              | 20,1             | Не участвовал  | Не участвовал  | Не участвовал  | Не участвовал  | Не участвовал  | Не участвовал  | Не участвовал  | Не участвовал  | Не участвовал  | Не участвовал  | Не участвовал  |
| 2008/09                                                                                  | Мемфис      | 79               | 78               | 37,3             | 45,3             | 35,1             | 76,7             | 5,5              | 1,7              | 1,2              | 0,7              | 18,9             | Не участвовал  | Не участвовал  | Не участвовал  | Не участвовал  | Не участвовал  | Не участвовал  | Не участвовал  | Не участвовал  | Не участвовал  | Не участвовал  | Не участвовал  |
| 2009/10                                                                                  | Мемфис      | 80               | 80               | 39,7             | 46,6             | 32,7             | 75,3             | 5,9              | 1,9              | 1,5              | 0,8              | 19,6             | Не участвовал  | Не участвовал  | Не участвовал  | Не участвовал  | Не участвовал  | Не участвовал  | Не участвовал  | Не участвовал  | Не участвовал  | Не участвовал  | Не участвовал  |
| 2010/11                                                                                  | Мемфис      | 54               | 54               | 39,8             | 47,1             | 39,6             | 80,5             | 6,2              | 2,8              | 1,7              | 1,1              | 19,8             | Не участвовал  | Не участвовал  | Не участвовал  | Не участвовал  | Не участвовал  | Не участвовал  | Не участвовал  | Не участвовал  | Не участвовал  | Не участвовал  | Не участвовал  |
| 2011/12                                                                                  | Мемфис      | 65               | 65               | 37,3             | 45,5             | 31,2             | 79,1             | 6,4              | 2,3              | 1,5              | 0,8              | 19,0             | 7              | 7              | 39,9           | 42,1           | 21,1           | 82,5           | 6,6            | 1,4            | 1,3            | 0,3            | 19,0           |
| 2012/13                                                                                  | Мемфис      | 42               | 42               | 36,7             | 40,8             | 31,0             | 77,6             | 5,9              | 2,6              | 1,3              | 0,7              | 17,2             | Не участвовал  | Не участвовал  | Не участвовал  | Не участвовал  | Не участвовал  | Не участвовал  | Не участвовал  | Не участвовал  | Не участвовал  | Не участвовал  | Не участвовал  |
| 2012/13                                                                                  | Торонто     | 33               | 32               | 34,7             | 42,5             | 33,6             | 85,6             | 6,4              | 2,8              | 1,7              | 0,7              | 19,5             | Не участвовал  | Не участвовал  | Не участвовал  | Не участвовал  | Не участвовал  | Не участвовал  | Не участвовал  | Не участвовал  | Не участвовал  | Не участвовал  | Не участвовал  |
| 2013/14                                                                                  | Торонто     | 18               | 18               | 35,5             | 38,8             | 37,3             | 77,3             | 7,4              | 2,2              | 1,6              | 1,3              | 19,4             | Не участвовал  | Не участвовал  | Не участвовал  | Не участвовал  | Не участвовал  | Не участвовал  | Не участвовал  | Не участвовал  | Не участвовал  | Не участвовал  | Не участвовал  |
| 2013/14                                                                                  | Сакраменто  | 55               | 55               | 34,4             | 48,2             | 31,2             | 83,6             | 5,5              | 3,1              | 1,2              | 0,6              | 20,1             | Не участвовал  | Не участвовал  | Не участвовал  | Не участвовал  | Не участвовал  | Не участвовал  | Не участвовал  | Не участвовал  | Не участвовал  | Не участвовал  | Не участвовал  |
| 2014/15                                                                                  | Сакраменто  | 68               | 67               | 35,4             | 45,5             | 35,9             | 85,8             | 5,9              | 3,7              | 1,0              | 0,6              | 21,1             | Не участвовал  | Не участвовал  | Не участвовал  | Не участвовал  | Не участвовал  | Не участвовал  | Не участвовал  | Не участвовал  | Не участвовал  | Не участвовал  | Не участвовал  |
| 2015/16                                                                                  | Сакраменто  | 70               | 70               | 34,0             | 46,3             | 34,4             | 78,0             | 6,5              | 1,7              | 1,4              | 0,7              | 17,2             | Не участвовал  | Не участвовал  | Не участвовал  | Не участвовал  | Не участвовал  | Не участвовал  | Не участвовал  | Не участвовал  | Не участвовал  | Не участвовал  | Не участвовал  |
| 2016/17                                                                                  | Сакраменто  | 30               | 30               | 33,8             | 45,5             | 37,2             | 85,5             | 6,3              | 2,8              | 1,5              | 0,9              | 18,7             | Не участвовал  | Не участвовал  | Не участвовал  | Не участвовал  | Не участвовал  | Не участвовал  | Не участвовал  | Не участвовал  | Не участвовал  | Не участвовал  | Не участвовал  |
| 2017/18                                                                                  | Сан-Антонио | 57               | 6                | 21,6             | 47,1             | 31,4             | 77,2             | 5,1              | 1,3              | 0,8              | 0,7              | 11,5             | 5              | 4              | 31,9           | 40,0           | 22,2           | 55,6           | 5,6            | 2,2            | 1,6            | 0,2            | 12,2           |
| 2018/19                                                                                  | Сан-Антонио | 69               | 51               | 26,7             | 50,4             | 40,2             | 81,6             | 6,8              | 2,6              | 0,8              | 0,5              | 13,7             | 7              | 0              | 25,5           | 40,0           | 42,1           | 82,4           | 7,1            | 1,7            | 0,4            | 0,7            | 11,1           |
| 2019/20                                                                                  | Сан-Антонио | 67               | 5                | 21,8             | 44,6             | 33,6             | 88,2             | 5,4              | 1,7              | 0,5              | 0,5              | 10,8             | Не участвовал  | Не участвовал  | Не участвовал  | Не участвовал  | Не участвовал  | Не участвовал  | Не участвовал  | Не участвовал  | Не участвовал  | Не участвовал  | Не участвовал  |
| 2020/21                                                                                  | Сан-Антонио | 63               | 1                | 21,5             | 42,0             | 38,1             | 80,4             | 4,8              | 1,4              | 0,7              | 0,6              | 11,4             | Не участвовал  | Не участвовал  | Не участвовал  | Не участвовал  | Не участвовал  | Не участвовал  | Не участвовал  | Не участвовал  | Не участвовал  | Не участвовал  | Не участвовал  |
| 2021/22                                                                                  | Юта         | 55               | 1                | 18,9             | 41,4             | 34,5             | 78,5             | 4,4              | 1,0              | 0,5              | 0,3              | 8,1              | Не участвовал  | Не участвовал  | Не участвовал  | Не участвовал  | Не участвовал  | Не участвовал  | Не участвовал  | Не участвовал  | Не участвовал  | Не участвовал  | Не участвовал  |
| 2022/23                                                                                  | Юта         | 56               | 0                | 14,6             | 38,0             | 25,4             | 85,7             | 2,9              | 1,0              | 0,3              | 0,3              | 5,2              | Не участвовал  | Не участвовал  | Не участвовал  | Не участвовал  | Не участвовал  | Не участвовал  | Не участвовал  | Не участвовал  | Не участвовал  | Не участвовал  | Не участвовал  |
|                                                                                          | Всего       | 1120             | 779              | 30,9             | 45,2             | 34,6             | 79,9             | 5,6              | 2,0              | 1,1              | 0,7              | 15,8             | 19             | 11             | 32,5           | 41,0           | 28,6           | 78,8           | 6,5            | 1,7            | 1,1            | 0,4            | 14,3           |
| Наведите курсор мыши на аббревиатуры в заголовке таблицы, чтобы прочесть их расшифровку. |             |                  |                  |                  |                  |                  |                  |                  |                  |                  |                  |                  |                |                |                |                |                |                |                |                |                |                |                |

### Статистика в NCAA
| Сезон | Команда     | Conf     | Class | GP | GS | MPG  | FG%  | 3P%  | FT%  | RPG | APG | SPG | BPG | PPG  |
| --- | ----------- | -------- | ----- | -- | -- | ---- | ---- | ---- | ---- | --- | --- | --- | --- | ---- |
| 2004/05 | Коннектикут | Big East | FR    | 31 | 26 | 28,8 | 46,2 | 46,7 | 70,8 | 5,4 | 1,5 | 0,8 | 1,9 | 11,8 |
| 2005/06 | Коннектикут | Big East | SO    | 33 | 33 | 30,8 | 46,1 | 31,8 | 73,2 | 6,4 | 2,1 | 1,8 | 1,6 | 15,2 |
| Всего | Всего       | Всего    | Всего | 64 | 59 | 29,8 | 46,1 | 37,8 | 72,1 | 5,9 | 1,8 | 1,3 | 1,7 | 13,6 |
| Наведите курсор мыши на аббревиатуры в заголовке таблицы, чтобы прочесть их расшифровку Статистика приведена с сайта sports-reference.com |             |          |       |    |    |      |      |      |      |     |     |     |     |      |